# Иванчино (Ярославская область)
Иванчино — деревня в Колкинском сельском округе Пречистенского сельского поселения Первомайского района Ярославской области России. 

## География
Расположена в 13 км на север от райцентра посёлка Пречистое.

## История
В 2 км на север от деревни на Ематовом погосте в 1823 году на средства прихожан была построена каменная Никольская церковь с колокольней, с двух сторон обнесенная каменной оградой. Престолов было два: в холодной — во имя св. и чуд. Николая и зимнем придельном храме — во имя св. бессребреников Космы и Дамиана. 
В конце XIX — начале XX века деревня входила в состав Черностанской волости Любимского уезда Ярославской губернии.
С 1929 года деревня входила в состав Слободского сельсовета Даниловского района, в 1935 — 1963 годах в составе Пречистенского района, с 1954 года — в составе Колкинского сельсовета, с 1965 года — в составе Первомайского района, с 2005 года — в составе Пречистенского сельского поселения.

## Население
| 1859 | 1914 | 2002 | 2007 | 2010 |
| ---- | ---- | ---- | ---- | ---- |
| 56   | ↗60  | ↘25  | ↘17  | ↗18  |

## Достопримечательности
Близ деревни в урочище Ематов погост расположена недействующая Церковь Николая Чудотворца (1823).